# Indotipula sinabangensis
Indotipula sinabangensis är en tvåvingeart som först beskrevs av de Meijere 1916.  Indotipula sinabangensis ingår i släktet Indotipula och familjen storharkrankar. Inga underarter finns listade i Catalogue of Life.